# Dicoides siphonatus
Dicoides siphonatus är en kräftdjursart som beskrevs av Francis Day 1980. Dicoides siphonatus ingår i släktet Dicoides och familjen Gynodiastylidae. Inga underarter finns listade i Catalogue of Life.